# Федерация пауэрлифтинга России
Федерация пауэрлифтинга России — организация, занимающаяся развитием пауэрлифтинга и проведением на территории России соревнований по дисциплинам пауэрлифтинга: троеборью, троеборью классическому, жиму и жиму классическому. Представляет интересы российского пауэрлифтинга в Международной федерации пауэрлифтинга.

## История
ФПР является правопреемником Федерации пауэрлифтинга СССР. Устав был утвержден учредительной Конференцией Федерации 6 сентября 1991 года.
Президенты ФПР
- Владимир Васильевич Богачёв — 21 октября 1991 — 16 апреля 2008
- Геннадий Владимирович Ходосевич — и. о. 16 апреля 2008 — 11 марта 2009
- Геннадий Владимирович Ходосевич — 11 марта 2009 — 29 января 2013
- Сергей Митрофанович Косарев — 29 января 2013 — 3 февраля 2017[3]
- Геннадий Владимирович Ходосевич — 3 февраля 2017 — 12 февраля 2021
- Игорь Владимирович Бутусов — 12 февраля 2021 — настоящее время